# Eugen von Baumgarten
Eugen Karl Joseph von Baumgarten (* 5. Mai 1865 in Regensburg; † 9. Dezember 1919 in München) war ein deutscher Maler, Illustrator, Karikaturist und Werbegrafiker in Bayern.

## Leben

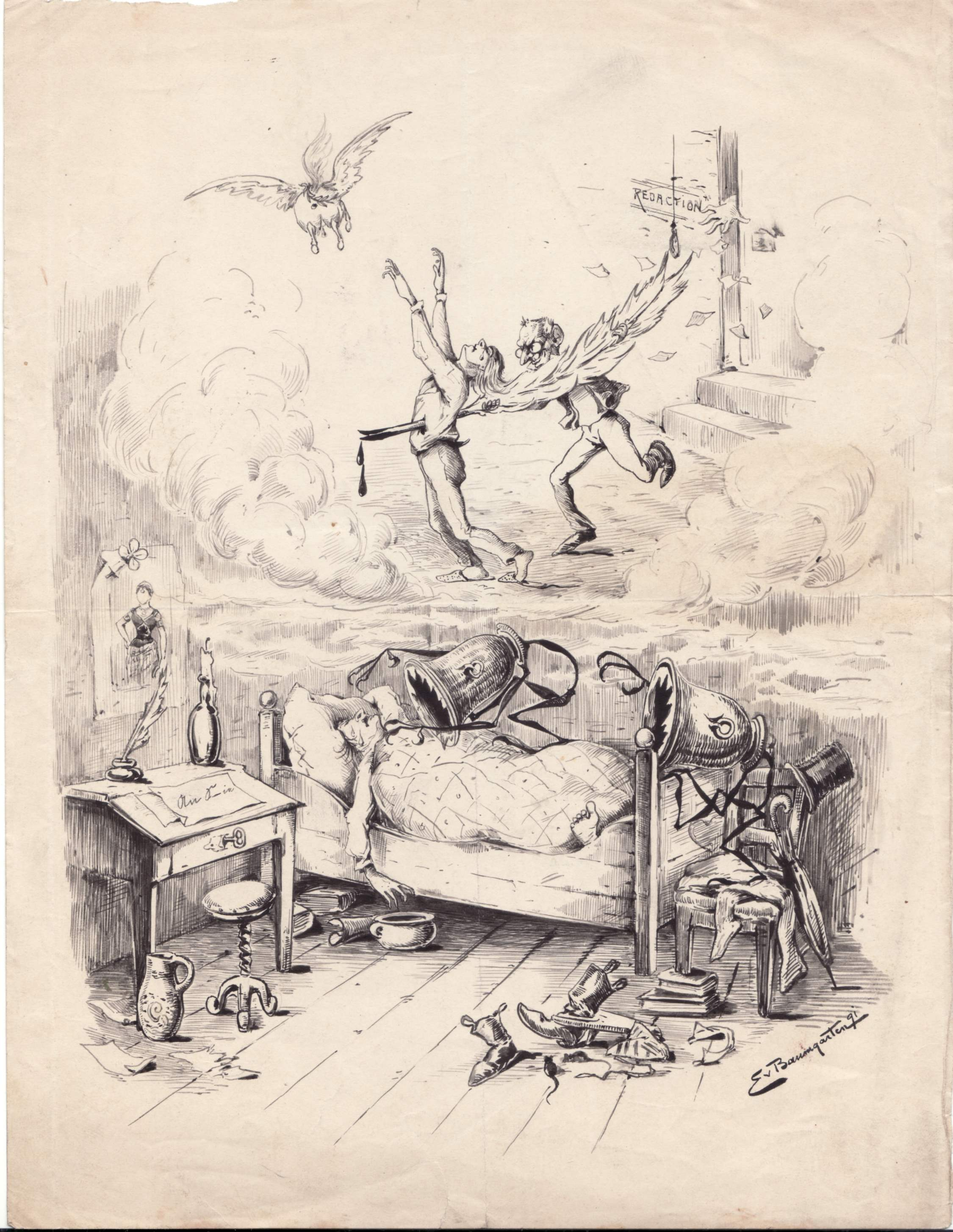
Karikatur von Eugen von Baumgarten

Eugen von Baumgarten wurde als zehntes von elf Kindern des Apothekers Ludwig von Baumgarten und seiner Frau Pauline geb. Hartmann in Regensburg am Kornmarkt in der Apotheke zum Mohren geboren. Seine Mutter verstarb im November 1866 nach der Geburt ihres letzten Kindes. Eugen von Baumgarten lebte ab 1891 als Kunstanstaltsbesitzer und Kunstmaler in der Entenbachstraße 75, der Schlotthauerstraße 6 und später in der Lothstraße 12 in München. Er war verheiratet mit Sophie Eva Marie Friedlein (1869–1956). Eugen Roth erinnert sich, dass von Baumgarten als leiblicher Vetter oft seinen Vater (Hermann Roth) besuchte und für ihn der Inbegriff des Schwabinger Künstlers war. Wenig überzeugend erscheint seine Behauptung: „Er hatte mehr Humor als Talent.“ Baumgarten war mit dem Münchner Schriftsteller Julius Beck befreundet, für den er u. a. während seiner Zeit als Herausgeber der Humoristischen Blätter Illustrationen fertigte.

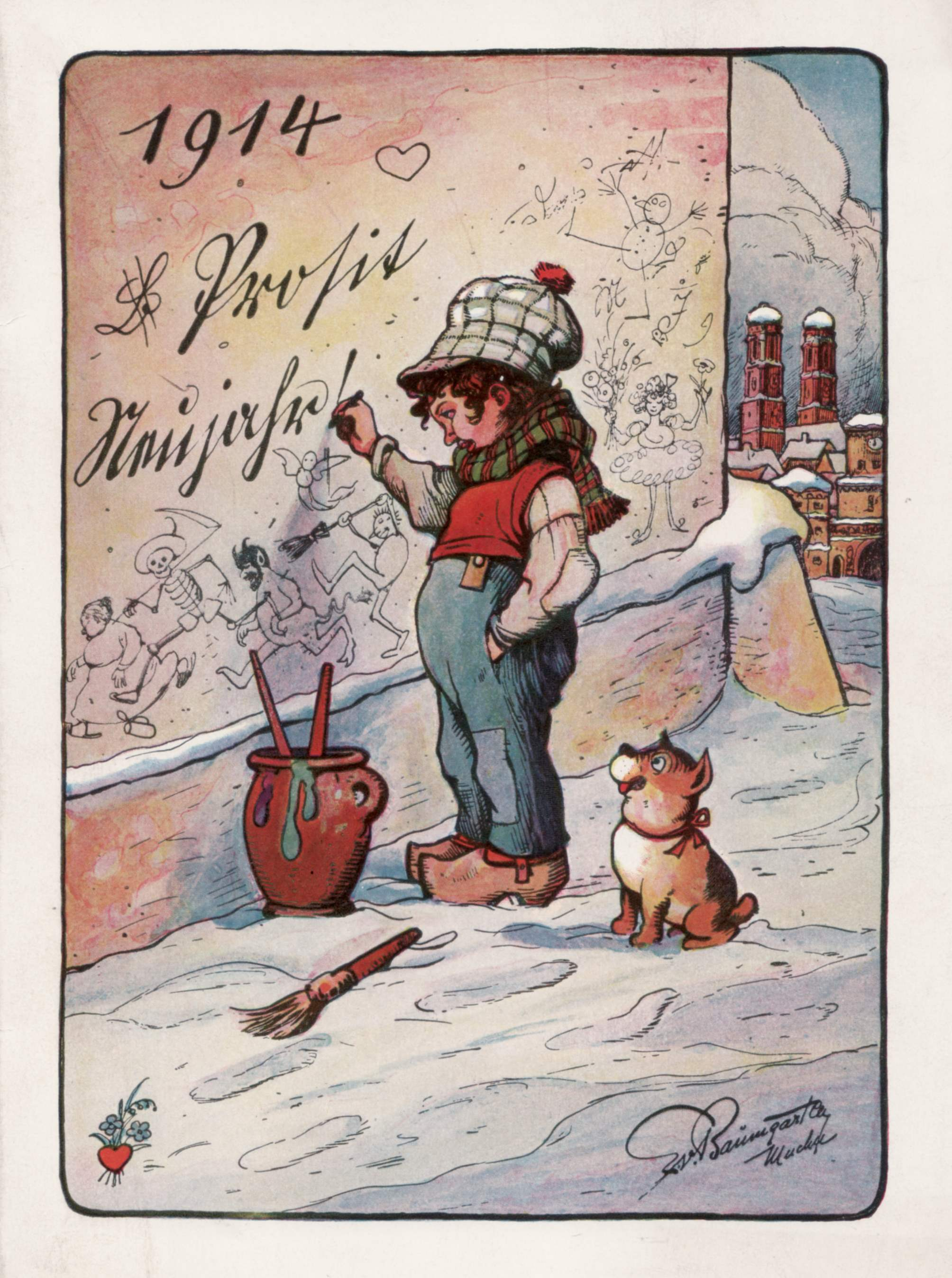
Persönliche Neujahrskarte Eugen v. Baumgartens

Von Baumgarten publizierte u. a. in den Münchener Humoristischen Blättern (1885), in: Die Geissel. Der bayerische Kladderadatsch (1895–1896, mehr nicht erschienen), im Kikeriki-Kalender (Tageblatt) und der Jugend. Er zeichnete für Oktober-Fest-Zeitungen und schuf seit den 1890er Jahren Plakate für Münchner Brauereien wie das Wagner-Bräu.

## Pseudonym und Signatur
Pseudonym zum Beispiel in Die Geissel. Der bayerische Kladderadatsch: E. Vaube. Oft signierte Baumgarten mit den Initialen EvB.

## Bücher mit Illustrationen von Eugen von Baumgarten
- Benno Rauchenegger, Nudelmaier jr. in Afrika: und sonstige Reiseberichte des Redactions-Personales der Weltschrift G'schaftlhuber, Fritsch, München 1898
- Benno Rauchenegger, Der G'schaftlhuaber: Münchener Leben im Sommer, Fritsch, München 1898
- Eugen von Baumgarten, Vom 1899er Carneval: Münchener Carnevals, 1899
- Hermann Roth, Zur Geschichte des Gärtnertheaters, Kastner & Lossen 1901
- Die Geschichte vom bösen Hektor: dem lieben Enkelchen erzählt von der getreuen Großmama in Gummersbach [ohne Verlag] 1909
- Die Hotzleriade: eine lehrreiche wahre Geschichte von Heinrich vom Laacher See. Mit vielen lustigen Zeichnungen von Eugen von Baumgarten, Paulinus-Verlag 1911